# Спогади. Кінець 1917 – грудень 1918
«Спогади. Кінець 1917 – грудень 1918» або «Спомини. Кінець 1917 – грудень 1918»  — мемуари українського державного й політичного діяча Української держави Гетьмана Павла Скоропадського вперше повністю опубліковані російською на початку 1995 року.
Українською мовою переклад повних спогадів Скоропадського вийшов у 2016 році у видавництві Наш Формат у перекладі Елеонори Соловей та у 2019 році у видавництві Темпора у перекладі Надії Світличної.

## Історія написання
Написані безпосередньо після подій 1917–1918 років. Скоропадський так писав про свої спомини "Можливо, майбутнім історикам революції мої записки пригодяться. Прошу їх повірити, що все записане мною буде правильним, тобто я буду заносити так, як мені бачилось становище на даний час, а чи правильно я думав, чи неправильно — у цьому допоможе розібратися майбутнє."

## Аналіз споминів
«Спогади» Павла Скоропадського висвітлюють епоху і діяльність автора з відмінної порівняно з іншими зразками української мемуарної літератури політичної перспективи — з позицій поміркованого консерватизму, культурного і політичного елітаризму та аристократизму. Уявляються цінним історичним джерелом яке на відміну від української мемуарної літератури, яка традиційно розглядала проблему Української революції 1917–1921 років у статичний спосіб, Павло Скоропадський підходить до справи зі стратегічної, а, отже, динамічної перспективи професійного військовика-генерала.
«Спогади» є ясними та відвертим з недвозначним описом розвитку найважливіших аспектів діяльності Павла Скоропадського, насамперед як головнокомандувача 34-го корпусу російської імперської армії (згодом після його українізації Першим Українським Корпусом), а опісля як гетьмана України. У «Спогадах» Павло Скоропадський підкреслює, що він хоче подати власне бачення подій свого часу так, як він сам їх розумів, а оцінка його доби — це справа майбутньої історичної науки.

## Видання
- Скоропадський, Павло (1995). Спогади. Кінець 1917 – грудень 1918 (російською). Гол. ред. Ярослав Пеленський. Київ-Філадельфія: НАН України та ін.. с. 493. ISBN 5-7702-0845-7. {{cite book}}: Недійсний |nopp=n (довідка)[3]
  - (передрук) Скоропадський, Павло (2016). Спогади. Кінець 1917 – грудень 1918 (російською). Гол. ред. Ярослав Пеленський. Київ: Наш Формат. с. 474. ISBN 978-617-7279-57-9. {{cite book}}: Недійсний |nopp=n (довідка)

## Переклади українською
Українською мовою переклад частини спогадів вперше вийшов у 1922-1925 роках у журнальному форматі у Відні у часописі "Хліборобська Україна". Переклад, за редакцією В'ячеслава Липинського, зробив Сергій Шемет. Це видання частини спогадів включало лише десь 30% від усього тексту споминів і мало значні текстові та смислові виправленнями від перекладача/редактора. Згодом у 1992 році цей український переклад частини спогадів Скоропадського передрукували окремою книжкою у видавництві "Україна".
Українською мовою переклад повних спогадів Скоропадського вийшов у 2016 році у видавництві Наш Формат у перекладі Елеонори Соловей та у 2019 році у видавництві Темпора у перекладі Надії Світличної.
- Скоропадський, Павло. Спомини // Хліборобська Україна. Переклад з рос.: Сергій Шемет за редакцією В'ячеслава Липинського. Відень,1922-1925.-Кн. IV, V.
  - (передрук) Скоропадський, Павло. Спомини. Переклад з рос.: Сергій Шемет за редакцією В'ячеслава Липинського; передмова: Г. В. Папакін. Київ: Україна, 1992. 112 стор. ISBN 5-319-01156-3

- Скоропадський, Павло (2017). Спогади. Кінець 1917 – грудень 1918. Переклад з рос.: Елеонора Соловей. Київ: Наш Формат. с. 454. ISBN 978-617-7279-53-1. {{cite book}}: Недійсний |nopp=n (довідка)[6]
- Скоропадський, Павло (2019). Спомини. Кінець 1917 – грудень 1918. Переклад з рос.: Надія Світлична. Київ: Темпора. с. 756. ISBN 978-617-5693-84-1. {{cite book}}: Недійсний |nopp=n (довідка)